# Walther Reichard
Heinrich Walther Reichard (* 19. Juli 1827 in Gera; † 26. März 1873 ebenda) war ein deutscher Jurist und Politiker.

## Leben
Reichard war der Sohn des Geheimen Landesjustizrates Heinrich Gottlieb Reichard aus Gera und dessen Ehefrau Klara geborene Fürbringer. Reichard, der evangelisch-lutherischer Konfession war, heiratete am 16. Oktober 1853 in Gera Marie Elisa Bruhm (* 26. November 1831 in Gera; † 21. Juni 1881 ebenda), die Tochter des Kaufmanns Heinrich Bruhm.
Reichard besuchte das Gymnasium Rutheneum in Gera und legte dort 1845 das Abitur ab. Danach studierte er Staats- und Rechtswissenschaften. Er wurde Untergerichtsadvokat und ab 1863 Obergerichtsadvokat in Gera. Später wurde er Kurator der Bank „Glaßsches Kreditwesen“ der Brüder Julius und Eduard Glaß.
Von 1861 bis 1866 gehörte er dem Gemeinderat der Stadt Gera an, davon 1864 bis 1866 als Vorsitzender. Vom 17. Mai 1862 bis 1868 war er Mitglied im Landtag Reuß jüngerer Linie. Im Landtag war er 1863 bis 1866 stellvertretender Schriftführer und 1866 bis 1868 Vizepräsident.